# Nordmaling
Nordmaling (hössjömål Nolmâning, sydsamiska Nordmelikse eller Novlemaanege; på äldre svenska: Nordan malungen eller Nordanmalun) är en tätort inom Nolaskogsområdet i nordöstra Ångermanland och centralort i Nordmalings kommun,  Västerbottens län.
Nordmaling ligger omkring 50 kilometer från både Örnsköldsvik och Umeå, invid Nordmalingsfjärden av Bottenhavet.

## Historia
Den äldsta kända bybildningen inom Nordmalings tätort är Levar, som omnämns i Järnäsbrevet från 1413. Östen i Levar var då en av de åsyna män som avgjorde en gränstvist mellan byarna Järnäs och Bredvik. Nordmaling var ingen by utan en bygd, trakten norr om Malingen, en brant grusås norr om Saluån. I denna bygd anlades någon gång mellan 1316 och 1480 den kyrka som kom att bli centrum för Nordmalings socken. Kyrkan omnämns första gången den 21 mars 1480, då kyrkoherden i Nordmaling, Laurentius Matiae, undertecknade ett brev till sin kollega i Forssa i Hälsingland för att tacka för en bokgåva. Kring kyrkan växte sedan ett samhälle fram.
Efter kommunreformen 1862 blev Nordmaling huvudort i Nordmalings landskommun. I denna inrättades 25 februari 1898 Nordmalings kyrkovalls municipalsamhälle, från 1923 benämnt Nordmalings municipalsamhälle, som upplöstes med utgången av 1962. Orten ingår sedan 1971 i Nordmalings kommun.
Nordmaling var till slutet av 1890-talet tingsplats i Nordmalings och Bjurholms tingslag.

### Befolkningsutveckling
| Befolkningsutvecklingen i Nordmaling 1900–2020                                 | Befolkningsutvecklingen i Nordmaling 1900–2020 | Befolkningsutvecklingen i Nordmaling 1900–2020 | Befolkningsutvecklingen i Nordmaling 1900–2020 | Befolkningsutvecklingen i Nordmaling 1900–2020 |
| ------------------------------------------------------------------------------ | ---------------------------------------------- | ---------------------------------------------- | ---------------------------------------------- | ---------------------------------------------- |
|                                                                                |                                                |                                                |                                                |                                                |
| År                                                                             |                                                |                                                | Folkmängd                                      | Areal (ha)                                     |
| 1900                                                                           | 1900                                           |                                                | 170                                            | †                                              |
| 1960                                                                           | 1960                                           |                                                | 1 144                                          |                                                |
| 1965                                                                           | 1965                                           |                                                | 1 291                                          |                                                |
| 1970                                                                           | 1970                                           |                                                | 1 942                                          |                                                |
| 1975                                                                           | 1975                                           |                                                | 2 196                                          |                                                |
| 1980                                                                           | 1980                                           |                                                | 2 497                                          |                                                |
| 1990                                                                           | 1990                                           |                                                | 2 737                                          | 293                                            |
| 1995                                                                           | 1995                                           |                                                | 2 773                                          | 309                                            |
| 2000                                                                           | 2000                                           |                                                | 2 656                                          | 310                                            |
| 2005                                                                           | 2005                                           |                                                | 2 619                                          | 310                                            |
| 2010                                                                           | 2010                                           |                                                | 2 546                                          | 308                                            |
| 2015                                                                           | 2015                                           |                                                | 2 671                                          | 297                                            |
| 2020                                                                           | 2020                                           |                                                | 2 656                                          | 299                                            |
| Anm.: Sammanvuxit med Levar 1970 † Befolkning runt ett municipalsamhälle 1900. |                                                |                                                |                                                |                                                |

## Samhället
Centrala Nordmaling är av riksintresse för kulturmiljövården. 

## Kommunikationer
Europaväg 4 och Botniabanan passerar strax nordväst om orten.
Nordmalings Resecentrum invigdes 2010 och ligger nära E4 vid Botniabanan. Perrongen i Nordmaling mäter 457 meter för att nattågen ska kunna stanna där. Avståndet mellan Resecentrum och centrala Nordmaling är 1,2 km.

## Näringsliv
Nordväst om Nordmaling ligger Olofsfors bruk grundat 1762. I Håknäsbacken, vid Öre älv norr om Nordmaling, grundades vid samma tid ett sågverk som mot slutet av 1800-talets övertogs av Frans Kempe som flyttade verksamheten till mönsterbruket Norrbyskär.
Strax söder om Nordmaling ligger Rundvik där Nordmalings Ångsågs AB (NÅAB) grundades 1861 av Thurdin, Åström och Lundberg. Verksamheten har överlevt till våra dagar och drivs idag av bland annat SCA och Masonite.

## Evenemang
Varje år vecka 29 anordnas Hemvändarveckan, med bland annat Nordmalings marknad och "Parkfesten". Från 1987 till 2003 anordnades vartannat år Nordic Baroque Music Festival i Nordmaling. Festivalen lockade till sig världsstjärnor inom barockmusik men är numera nedlagd. En liknande festival med barockmusik anordnades 2014.
Nordmalings bibliotek, som ligger i Nordmalings centrum, brukar även anordna aktiviteter för alla åldrar. En återkommande tradition är Kura skymning.

## Idrott
Herrlaget i handboll var en hårsmån ifrån Elitserien på 1990-talet. Nordmaling har också bidragit med ett par spelare till Elitserien i ishockey, varav Christoffer Norgren (Skellefteå AIK) och Peter Öberg (Modo Hockey) är de mest kända.